# Filmjahr 1935
Liste der Filmjahre

◄◄ | ◄ | 1931 | 1932 | 1933 | 1934 | Filmjahr 1935 | 1936 | 1937 | 1938 | 1939 | ► | ►►

Weitere Ereignisse

## Ereignisse

### Entwicklungen in Deutschland
- 4. Februar: Mit großem Propagandaaufwand erfolgt die Eröffnung des Reichsfilmarchivs in Berlin, mit der Aufgabe alle Filme und Dokumente der Filmgeschichte zu sammeln.
- 28. März: Der Nazi-Propagandafilm Triumph des Willens von Leni Riefenstahl über den Reichsparteitag der NSdAP im Vorjahr hat in Berlin Premiere.
- 15. November: Hans Hinkel wird zum Reichskulturwart im Reichsministerium für Volksaufklärung und Propaganda ernannt. In dieser Funktion ist der SS-Offizier und Blutordensträger insbesondere für die Verdrängung jüdischer Deutscher aus dem Kulturbetrieb verantwortlich.

### Uraufführungen
- 28. Dezember: In den Vereinigten Staaten erscheint der Piratenfilm Captain Blood (Unter Piratenflagge) mit Errol Flynn in der Titelrolle und Olivia de Havilland als seiner Partnerin. Der mit geringen Mitteln hergestellte Film von Michael Curtiz führt zu einer Renaissance des Abenteuerfilms.

### Unternehmensgründungen
- Henri Langlois und Georges Franju, die sich schon vorher privat um die Rettung und Erhaltung von Filmkopien gekümmert haben, gründen in Paris das französische Filminstitut Cinémathèque française.

### Erfolgreichste Filme
Die zehn erfolgreichsten Filme an den US-amerikanischen Kinokassen nach Einspielergebnis.
| Platz | Filmtitel                | Einspielergebnis in US-Dollar |             |
| ----- | ------------------------ | ----------------------------- | ----------- |
| 1.    | Mutiny on the Bounty     | 2.250.000                     | [ 1 ] [ 2 ] |
| 2.    | Top Hat                  | 1.782.000                     | [ 3 ] [ 4 ] |
| 3.    | China Seas               | 1.710.000                     | [ 1 ] [ 2 ] |
| 4.    | Broadway Melody of 1936  | 1.655.000                     | [ 1 ] [ 2 ] |
| 5.    | David Copperfield        | 1.621.000                     | [ 1 ] [ 2 ] |
| 6.    | Steamboat Round the Bend | 1.528.000                     | [ 5 ]       |
| 7.    | The Crusades             | 1.491.471                     | [ 6 ]       |
| 8.    | Roberta                  | 1.467.000                     | [ 3 ] [ 4 ] |
| 9.    | In Old Kentucky          | 1.438.000                     | [ 5 ]       |
| 10.   | The Littlest Rebel       | 1.431.000                     | [ 5 ]       |

### Filmpreise

#### Academy Awards
Die diesjährigen Oscars werden am 27. Februar im Biltmore Hotel in Los Angeles verliehen.
- Bester Film: Es geschah in einer Nacht von Frank Capra
- Bester Hauptdarsteller: Clark Gable in Es geschah in einer Nacht
- Beste Hauptdarstellerin: Claudette Colbert in Es geschah in einer Nacht
- Bester Regisseur: Frank Capra für Es geschah in einer Nacht
- Juvenile Award: Shirley Temple

Vollständige Liste der Preisträger

#### Filmfestspiele von Venedig
In diesem Jahr vergibt zum ersten Mal eine internationale Jury die Preise.
- Bester ausländischer Film: Anna Karenina von Clarence Brown
- Bester italienischer Film: Casta diva von Carmine Gallone
- Bester Schauspieler: Pierre Blanchar
- Beste Schauspielerin: Paula Wessely in Episode
- Bester Regisseur: King Vidor für The Wedding Night
- Beste Filmmusik: Mischa Spoliansky

#### New York Film Critics Circle Award
Der New York Film Critics Circle entsteht aus Protest gegen die Oscarverleihung. Die Kritikervereinigung vergibt erstmals ihre Preise.
- Bester Film: Der Verräter von John Ford
- Beste Regie: John Ford für Der Verräter
- Bester Hauptdarsteller: Charles Laughton für Meuterei auf der Bounty und Ein Butler in Amerika
- Beste Hauptdarstellerin: Greta Garbo in Anna Karenina

#### Weitere Filmpreise und Auszeichnungen
- National Board of Review: Der Verräter von John Ford
- Photoplay Award: Tolle Marietta von W. S. Van Dyke

## Geboren

### Januar/Februar

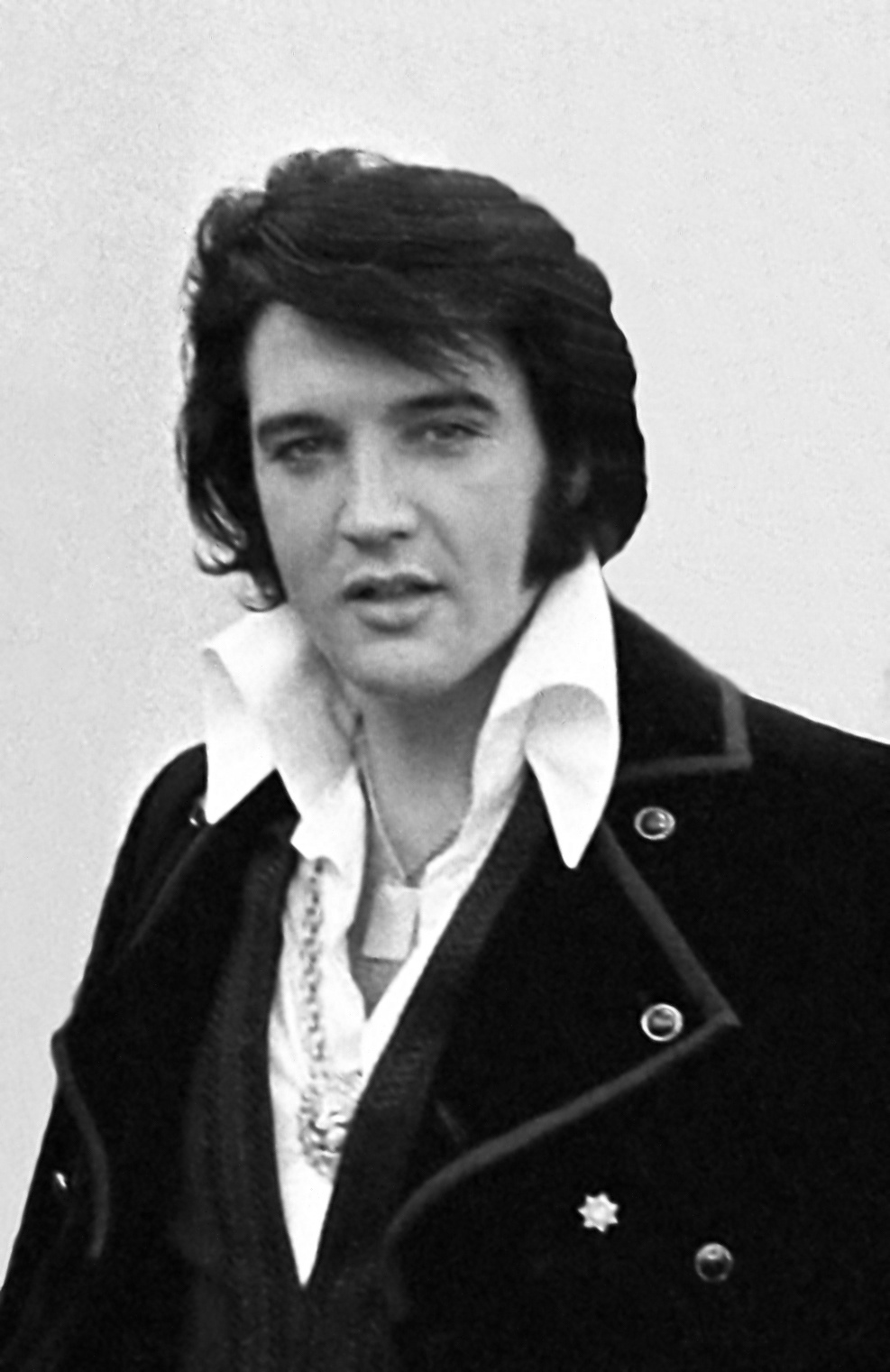
Elvis Presley (* 8. Januar)

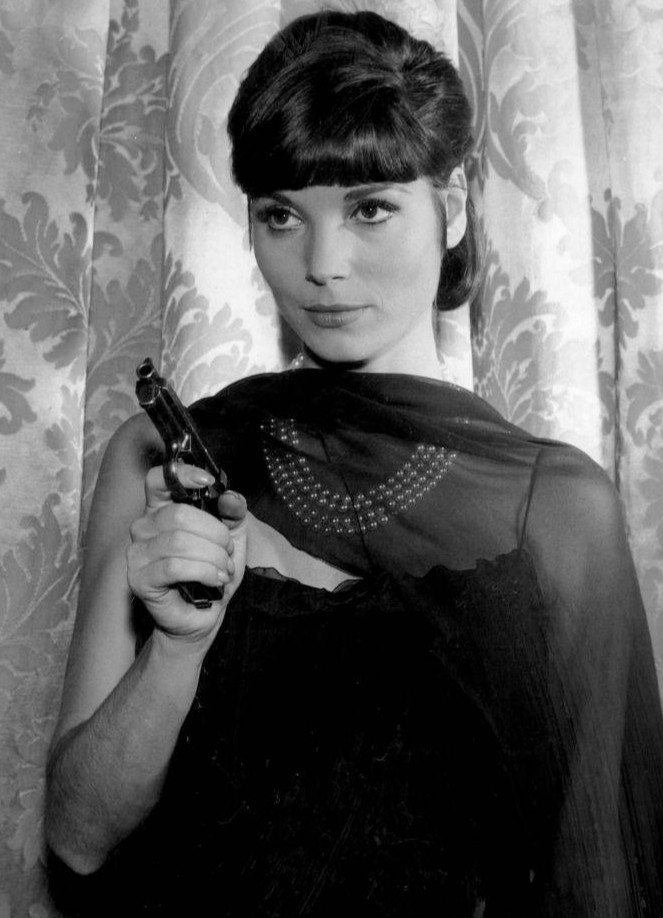
Elsa Martinelli (* 30. Januar)

- 01. Januar: Brian G. Hutton, US-amerikanischer Schauspieler und Regisseur († 2014)
- 05. Januar: David Ryall, britischer Schauspieler († 2014)
- 06. Januar: Gerald R. Molen, US-amerikanischer Produzent
- 07. Januar: Lady Francisco, brasilianische Schauspielerin  († 2019)
- 07. Januar: Joe Wizan, US-amerikanischer Produzent († 2011)
- 08. Januar: Elvis Presley, US-amerikanischer Schauspieler († 1977)
- 10. Januar: Herb Andress, österreichischer Schauspieler († 2004)
- 11. Januar: Ghita Nørby, dänische Schauspielerin
- 13. Januar: Leonora Ruffo, italienische Schauspielerin († 2007)
- 14. Januar: Enio Girolami, italienischer Schauspieler († 2013)
- 15. Januar: Pablo Ferro, US-amerikanischer Titeldesigner († 2018)
- 19. Januar: Soumitra Chattopadhyay, indischer Schauspieler († 2020)
- 20. Januar: Achim Benning, deutscher Schauspieler († 2024)
- 20. Januar: Dorothy Provine, US-amerikanische Schauspielerin († 2010)
- 22. Januar: Seymour Cassel, US-amerikanischer Schauspieler († 2019)
- 22. Januar: Jane Downs, britische Schauspielerin († 2015)
- 22. Januar: Karl Sturm, deutscher Schauspieler und Synchronsprecher († 2017)
- 22. Januar: Walentina Talysina, russische Schauspielerin († 2025)
- 28. Januar: Nicholas Pryor, US-amerikanischer Schauspieler († 2024)
- 30. Januar: Elsa Martinelli, italienische Schauspielerin († 2017)

- 02. Februar: Michel Subor, französischer Schauspieler († 2022)
- 04. Februar: Jean Moorhead, US-amerikanische Schauspielerin
- 04. Februar: Collin Wilcox, US-amerikanische Schauspielerin († 2009)
- 06. Februar: Peter Thom, deutscher Schauspieler  († 2005)
- 14. Februar: Arnold Kopelson, US-amerikanischer Produzent († 2018)
- 17. Februar: Christina Pickles, US-amerikanische Schauspielerin
- 20. Februar: Jordan Cronenweth, US-amerikanischer Kameramann († 1996)

### März/April
- 01. März: Robert Conrad, US-amerikanischer Schauspieler († 2020)
- 11. März: Nancy Kovack, US-amerikanische Schauspielerin
- 13. März: Doris Borkmann, deutsche Regieassistentin und Casterin († 2017)
- 13. März: Leslie Parrish, US-amerikanische Schauspielerin
- 15. März: Doris Abeßer, deutsche Schauspielerin und Synchronsprecherin († 2016)
- 15. März: Judd Hirsch, US-amerikanischer Schauspieler
- 16. März: Sergei Jurski, sowjetischer bzw. russischer Schauspieler und Regisseur († 2019)

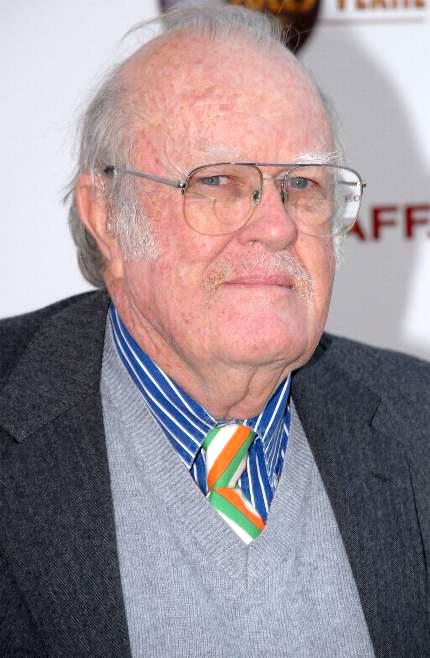
M. Emmet Walsh (* 22. März)

- 22. März: M. Emmet Walsh, US-amerikanischer Schauspieler († 2024)
- 27. März: Julian Glover, britischer Schauspieler
- 29. März: Renate Holland-Moritz, deutsche Filmkritikerin und Drehbuchautorin († 2017)
- 31. März: Adolf Dresen, deutscher Schauspieler († 2001)

- 02. April: Garrett Lewis, US-amerikanischer Schauspieler und Szenenbildner († 2013)
- 04. April: Kenneth Mars, US-amerikanischer Schauspieler und Synchronsprecher († 2011)
- 05. April: Giovanni Cianfriglia, italienischer Stuntman und Schauspieler († 1935)
- 15. April: Gene Cherico, US-amerikanischer Jazz-Bassist und Komponist  († 1994)
- 18. April: Kostas Ferris, griechischer Regisseur

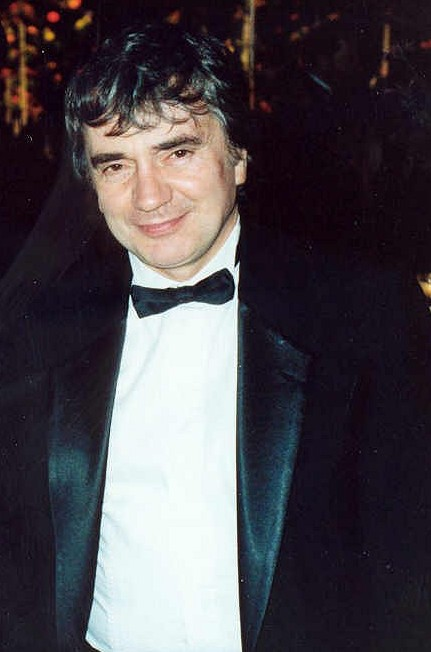
Dudley Moore (* 19. April)

- 19. April: Dudley Moore, britischer Schauspieler († 2002)
- 20. April: Mario Camus, spanischer Regisseur und Drehbuchautor († 2021)
- 21. April: Charles Grodin, US-amerikanischer Schauspieler († 2021)
- 21. April: Heinz Meynhardt, deutscher Tierfilmer († 1989)
- 25. April: Lola Novaković, jugoslawische Sängerin und Schauspielerin († 2016)
- 27. April: Theo Angelopoulos, griechischer Regisseur († 2012)
- 27. April: Ursula Hinrichs, deutsche Schauspielerin
- 27. April: Valentin de Vargas, US-amerikanischer Schauspieler († 2013)

### Mai/Juni

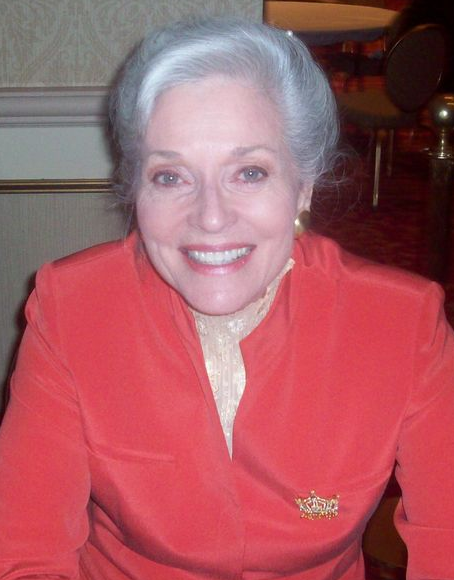
Lee Meriwether (* 27. Mai)

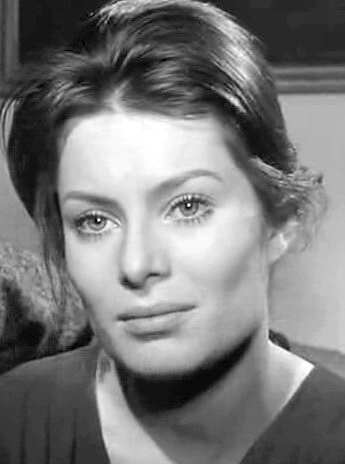
Belinda Lee (* 15. Juni)

- 02. Mai: Lance LeGault, US-amerikanischer Schauspieler († 2012)
- 05. Mai: Robert Rehme, US-amerikanischer Produzent
- 11. Mai: Doug McClure, US-amerikanischer Schauspieler († 1995)
- 13. Mai: Giulio Brogi, italienischer Schauspieler († 2019)
- 18. Mai: Karin Lesch, deutsche Schauspielerin († 2025)
- 18. Mai: Elena Zuasti, uruguayische Schauspielerin († 2011)
- 26. Mai: Richard Harrison, US-amerikanischer Schauspieler
- 27. Mai: Lee Meriwether, US-amerikanische Schauspielerin
- 30. Mai: Günter Rätz, deutscher Trickfilmanimator, Regisseur und Drehbuchautor († 2024)
- 31. Mai: Monika John, deutsche Schauspielerin und Synchronsprecherin

- 01. Juni: Percy Adlon, deutscher Regisseur und Produzent († 2024)
- 02. Juni: Giulia Rubini, italienische Schauspielerin
- 03. Juni: Irma P. Hall, US-amerikanische Schauspielerin
- 05. Juni: Dieter Hufschmidt, deutscher Schauspieler, Theaterregisseur, Hörspielsprecher und Rezitator († 2023)
- 10. Juni: Barrie Gavin, britischer Filmregisseur
- 11. Juni: Núria Espert, katalanische Schauspielerin und Regisseurin
- 13. Juni: Klaus Sonnenschein, deutscher Schauspieler, Hörspielsprecher und Synchronsprecher († 2019)
- 15. Juni: Belinda Lee, britische Schauspielerin († 1961)
- 15. Juni: Harvey Miller, US-amerikanischer Drehbuchautor († 1999)
- 18. Juni: Juri Solomin, sowjetischer/russischer Schauspieler und Regisseur († 2024)
- 27. Juni: Laurent Terzieff, französischer Schauspieler († 2010)
- 28. Juni: Ronald Shusett, US-amerikanischer Drehbuchautor und Filmproduzent

### Juli/August
- 01. Juli: David Prowse, britischer Schauspieler († 2020)
- 02. Juli: Kerstin de Ahna, deutsche Schauspielerin
- 02. Juli: Charles Rosher junior, US-amerikanischer Kameramann († 2015)
- 03. Juli: Charles Brauer, deutscher Schauspieler
- 05. Juli: Christian Doermer, deutscher Schauspieler, Regisseur, Produzent und Drehbuchautor († 2022)
- 15. Juli: Gianni Garko, jugoslawischer Schauspieler
- 15. Juli: Alex Karras, US-amerikanischer Schauspieler († 2012)
- 15. Juli: Ken Kercheval, US-amerikanischer Schauspieler († 2019)
- 16. Juli: Michael Günther, deutscher Regisseur, Schauspieler und Synchronsprecher
- 17. Juli: Diahann Carroll, US-amerikanische Schauspielerin und Sängerin († 2019)

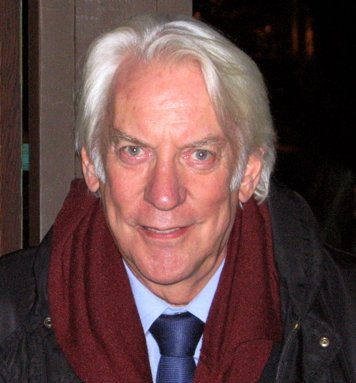
Donald Sutherland (* 17. Juli)

- 17. Juli: Donald Sutherland, kanadischer Schauspieler († 2024)
- 19. Juli: Winfried Junge, deutscher Dokumentarfilmer
- 19. Juli: Teddy Podgorski, österreichischer Schauspieler († 2024)
- 22. Juli: Grover Dale, US-amerikanischer Schauspieler und Tänzer
- 25. Juli: Barbara Harris, US-amerikanische Schauspielerin († 2018)
- 31. Juli: Geoffrey Lewis, US-amerikanischer Schauspieler († 2015)

- 02. August: Volker Brandt, deutscher Schauspieler und Synchronsprecher

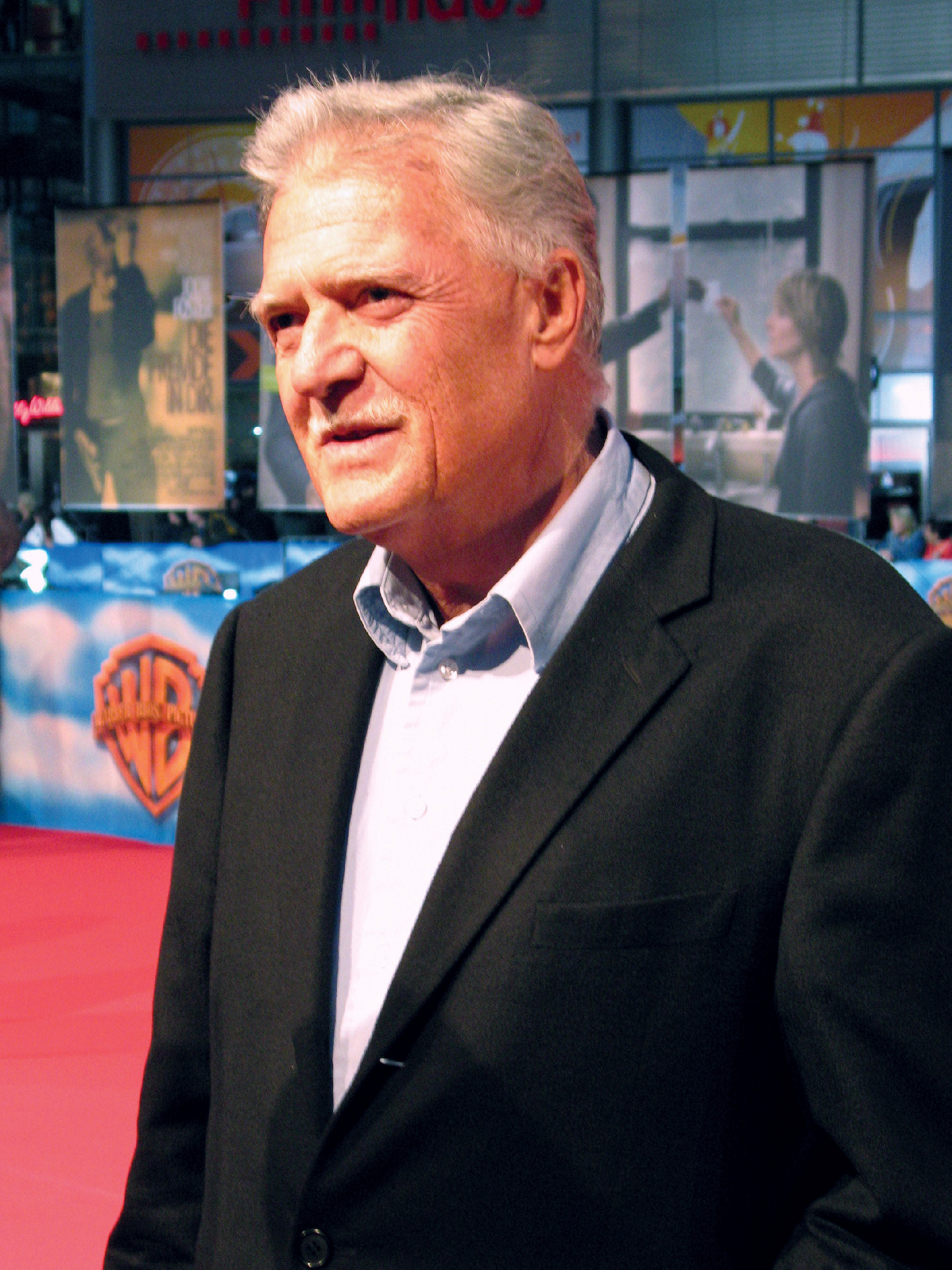
Michael Ballhaus (* 5. August)

- 05. August: Michael Ballhaus, deutscher Kameramann († 2017)
- 11. August: Anneli Granget, deutsche Schauspielerin († 1971)
- 12. August: John Cazale, US-amerikanischer Schauspieler († 1978)
- 14. August: Candace Hilligoss, US-amerikanische Schauspielerin
- 14. August: Jaroslav Kepka, tschechischer Schauspieler († 2019)
- 15. August: Jim Dale, britischer Schauspieler
- 17. August: Oleg Tabakow, russischer Schauspieler († 2018)
- 29. August: William Friedkin, US-amerikanischer Regisseur († 2023)
- 31. August: Rosenda Monteros, mexikanische Schauspielerin († 2018)

### September/Oktober

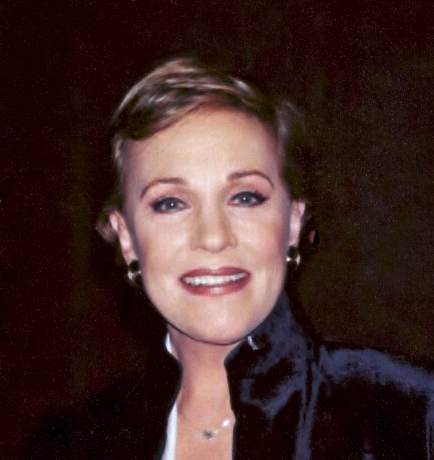
Julie Andrews (* 1. Oktober)

- 05. September: Dieter Hallervorden, deutscher Komiker, Kabarettist, Schauspieler, Sänger, Synchronsprecher, Moderator und Theaterleiter
- 07. September: Sergio Ciani, italienischer Schauspieler († 2015)
- 09. September: Chaim Topol, israelischer Schauspieler († 2023)
- 12. September: John Bloom, britischer Filmeditor
- 14. September: Amanda Barrie, britische Schauspielerin
- 16. September: Jules Bass, US-amerikanischer Filmregisseur und -produzent († 2022)
- 21. September: Norma Bengell, brasilianische Schauspielerin und Regisseurin († 2013)
- 21. September: Henry Gibson, US-amerikanischer Schauspieler († 2009)
- 26. September: Lou Myers, US-amerikanischer Schauspieler († 2013)
- 28. September: Heather Sears, britische Schauspielerin († 1994)
- 29. September: Mylène Demongeot, französische Schauspielerin († 2022)
- 30. September: Ilse Zielstorff, deutsche Schauspielerin († 2015)

- 01. Oktober: Julie Andrews, britische Schauspielerin
- 04. Oktober: Horst Janson, deutscher Schauspieler († 2025)
- 08. Oktober: André Ratti, schweizerischer Fernsehjournalist († 1986)
- 12. Oktober: Pascale Audret, französische Schauspielerin († 2000)
- 15. Oktober: Hans-Jürgen Hermel, deutscher Dokumentarfilmer und Produzent († 2017)
- 18. Oktober: Peter Boyle, US-amerikanischer Schauspieler († 2006)
- 20. Oktober: Jerry Orbach, US-amerikanischer Schauspieler († 2004)
- 21. Oktober: Jadwiga Barańska, polnische Schauspielerin († 2024)
- 24. Oktober: Marek Piwowski, polnischer Regisseur
- 27. Oktober: Roland Oehme, deutscher Regisseur und Drehbuchautor († 2022)
- 30. Oktober: Michael Winner, britischer Regisseur († 2013)
- 31. Oktober: Charles Cioffi, US-amerikanischer Schauspieler

### November/Dezember

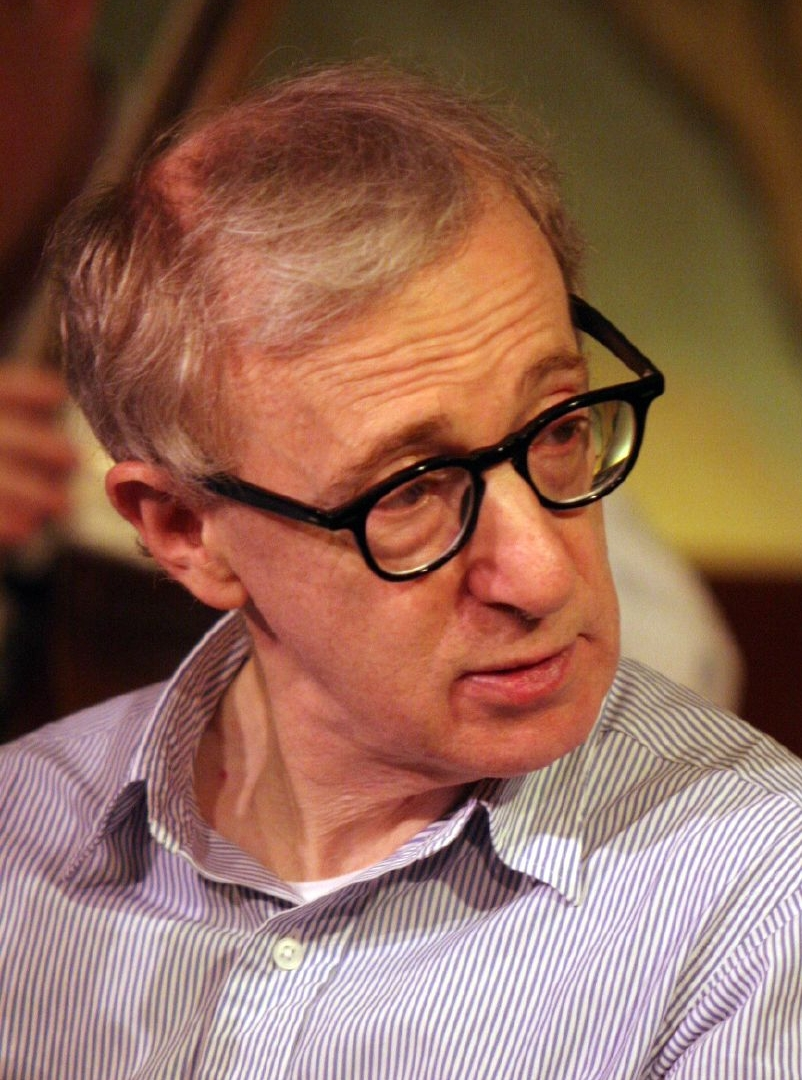
Woody Allen (* 1. Dezember)

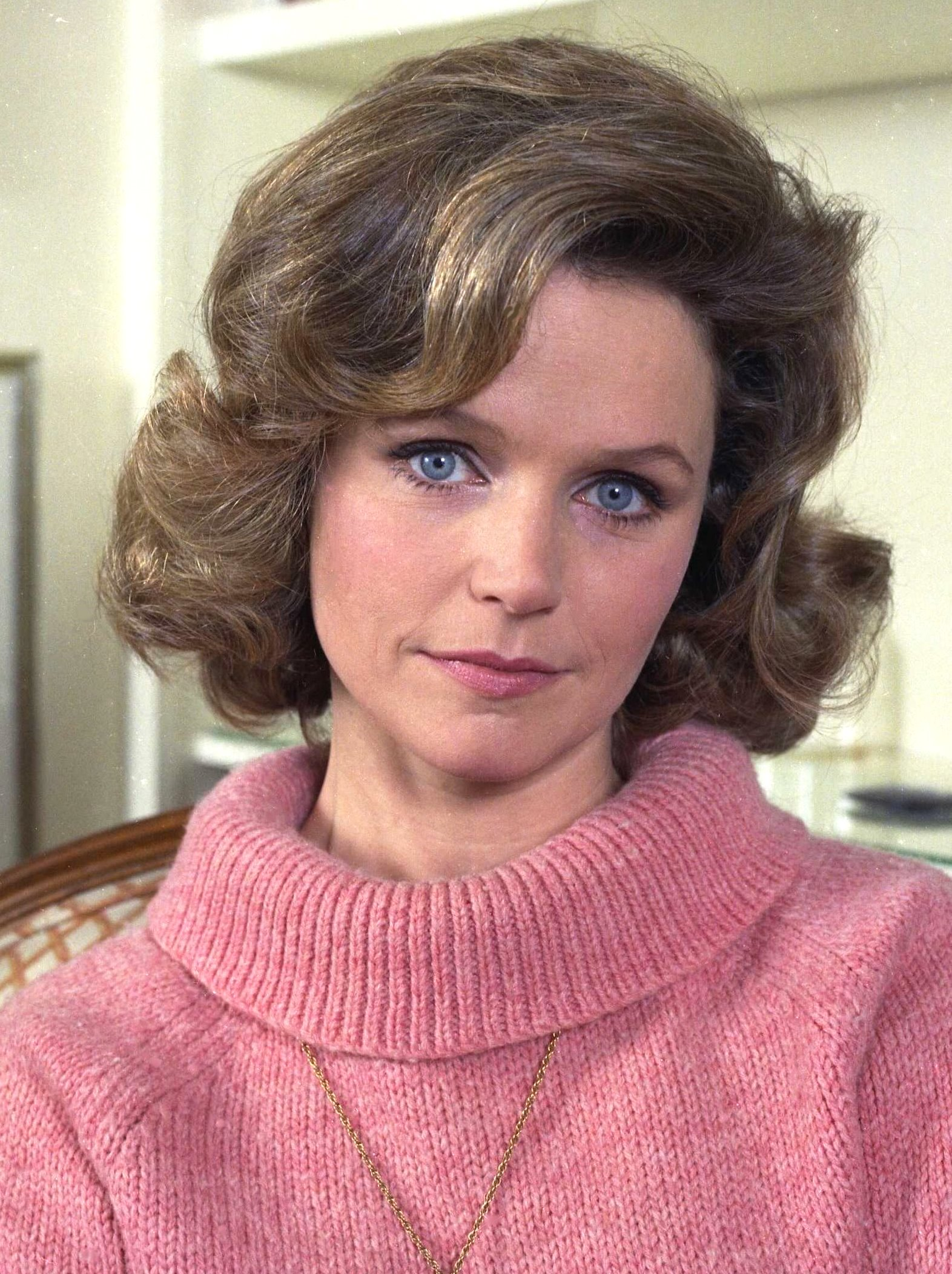
Lee Remick (* 14. Dezember)

- 05. November: Christopher Wood, britischer Drehbuchautor († 2015)
- 07. November: Judy Parfitt, britische Schauspielerin
- 08. November: Alain Delon, französischer Schauspieler († 2024)
- 10. November: Pippa Scott, US-amerikanische Schauspielerin († 2025)
- 11. November: Bibi Andersson, schwedische Schauspielerin († 2019)
- 12. November: Ljudmila Gurtschenko, sowjetisch-russische Schauspielerin († 2011)
- 13. November: Tom Atkins, US-amerikanischer Schauspieler
- 14. November: Helmut Nitzschke, deutscher Film- und Theaterregisseur sowie Drehbuchautor († 2025)
- 21. November: Michael Chapman, US-amerikanischer Kameramann († 2020)
- 22. November: Michael Callan, US-amerikanischer Schauspieler († 2022)
- 23. November: Mari Törőcsik, ungarische Schauspielerin († 2021)
- 27. November: Aldo Maccione, italienischer Schauspieler
- 29. November: Diane Ladd, US-amerikanische Schauspielerin
- 30. November: Herbert Prikopa, österreichischer Schauspieler und Drehbuchautor († 2015)

- 01. Dezember: Woody Allen, US-amerikanischer Regisseur und Schauspieler
- 14. Dezember: Lee Remick, US-amerikanische Schauspielerin († 1991)
- 15. Dezember: Yvonne Monlaur, französische Schauspielerin († 2017)
- 21. Dezember: John G. Avildsen, US-amerikanischer Regisseur († 2017)
- 22. Dezember: Paulo Rocha, portugiesischer Regisseur, Produzent und Drehbuchautor († 2012)
- 31. Dezember: Carlos Ballesteros, spanischer Schauspieler und Regisseur († 2011)
- 31. Dezember: Ric Kidney, US-amerikanischer Produzent

### Genaues Geburtsdatum unbekannt
- Pio Zamuner, italienisch-brasilianischer Regisseur und Kameramann († 2012)

## Gestorben

### Januar bis Juni
- 24. Januar: Anna Müller-Lincke, deutsche Schauspielerin (* 1869)
- 15. Februar: Harry Todd, US-amerikanischer Schauspieler (* 1863)

- 08. März: Ruan Lingyu, chinesische Schauspielerin (* 1910)
- 12. März: Joseph Delmont, österreichischer Regisseur und Schriftsteller (* 1873)
- 22. März: Alexander Moissi, österreichisch-albanischer Schauspieler (* 1879)

- 04. Mai: Junior Durkin, US-amerikanischer Schauspieler (* 1915)
- 24. Juni: Carlos Gardel, argentinischer Sänger und Schauspieler (* 1890)
- 27. Juni: Eugène Augustin Lauste, französischer Filmtechnikpionier (* 1857)

### Juli bis Dezember
- 12. August: Léonce Perret, französischer Filmpionier (* 1880)

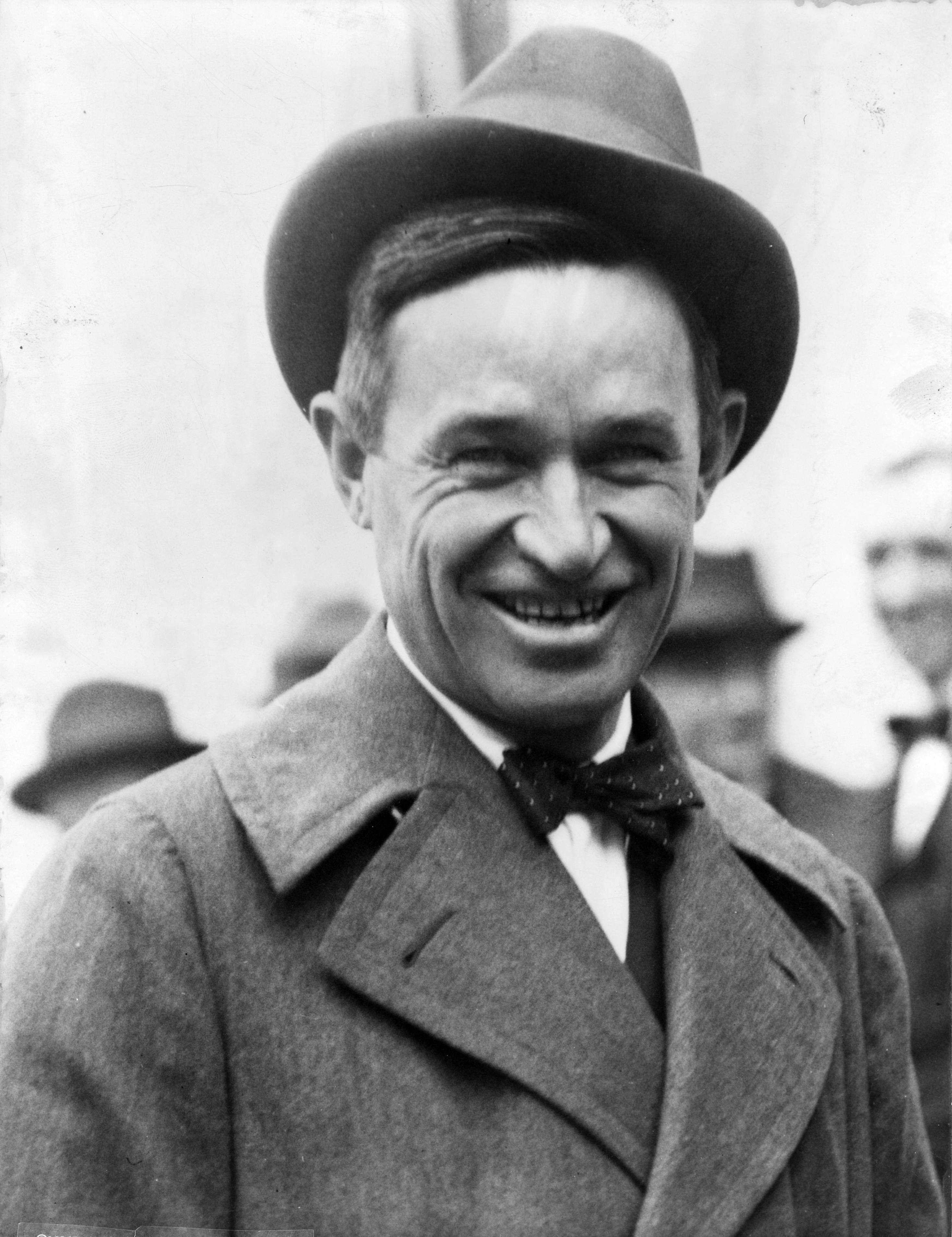
Will Rogers († 15. August)

- 15. August: Will Rogers, US-amerikanischer Schauspieler (* 1879)
- 25. August: Mack Swain, US-amerikanischer Schauspieler (* 1876)

- 28. September: William K. L. Dickson, britischer Filmtechnikpionier (* 1860)
- 20. Oktober: Arthur Robison, deutscher Regisseur (* 1888)
- 29. Oktober: Alwin Neuß, deutscher Schauspieler und Regisseur (* 1879)

- 26. November: Paul Askonas, deutscher Schauspieler (* 1872)
- 07. Dezember: Wera Baranowskaja, russische Schauspielerin (* 1885)
- 16. Dezember: Thelma Todd, US-amerikanische Schauspielerin (* 1906)